# Tagase
Tagase (łac. Tagasensis) – diecezja historyczna w Cesarstwie rzymskim w prowincji Byzacena, współcześnie w Tunezji. Obecnie katolickie biskupstwo tytularne.

## Biskupi tytularni
| Lp. | Biskup           | Funkcja                             | Od               | Do                   |
| --- | ---------------- | ----------------------------------- | ---------------- | -------------------- |
| 1   | Giovanni Ceirano | nuncjusz apostolski                 | 21 grudnia 1989  | 30 stycznia 2006     |
| 2   | Lionel Gendron   | biskup pomocniczy Montreal (Kanada) | 11 lutego 2006   | 28 października 2010 |
| 3   | Arturo Cepeda    | biskup pomocniczy Detroit (USA)     | 18 kwietnia 2011 |                      |